# The Offspring
 Ikke at forveksle med OFFSpring.
The Offspring er et amerikansk punk-rock band fra Orange County, Californien, dannet i 1984. De er sammen med andre californiske punk-, ska punk- og pop-punk-bands som Sublime, Green Day, Bad Religion og Rancid krediteret for at genoplive interessen for punk-rock i USA i 1990'erne. Kendt som Manic Subsidal indtil 1986 — bandet består af forsanger og rytmeguitarist Dexter Holland, leadguitarist Noodles, bassisten Greg K. og trommeslageren Pete Parada. Parada erstattede den tidligere trommeslager Adam "Atom" Willard i 2007, under indspilningerne af bandets ottende studiealbum, Rise and Fall, Rage and Grace, og har været medlem af bandet siden.
Bandets første album blev udgivet på Nemesis Records og Epitaph Records. Deres 1994 studiealbum Smash gav bandet et globalt gennembrud og solgte over 16 millioner eksemplarer på verdensplan. Smash var også det første album udgivet på Epitaph Records, der fik tildelt guld og platin status. Den kritiske ros af Smash gav opmærksomhed fra andre pladeselskaber, herunder Columbia Records, med hvem The Offspring underskrev kontrakt med i 1996. The Offspring fortsatte med at opnå succes med deres fire opfølgende album, Ixnay on the Hombre (1997), Americana (1998), Conspiracy of One (2000) og Splinter (2003), der nåede platin, multi-platin og guld status. Splinter blev efterfulgt fem år senere med Rise and Fall, Rage and Grace (2008), som også var en succes på grund af albummets anden single "You're Gonna Go Far, Kid" der nåede førstepladsen på Hot Modern Rock Tracks i 11 uger. Deres seneste studiealbum, Days Go By, blev udgivet den 26. juni 2012.
The Offspring har solgt over 45 millioner album på verdensplan, hvilket gør dem til et af de bedst sælgende punk-rock band gennem tiderne.

## Historie

### Tidlige År
I sommeren 1984 danner de to high school klassekammerater Dexter Holland og Greg Kriesel, deres eget punk band. De navngiver bandet "Manic Subsidal". De skiftede dog navnet til The Offspring i 1985. To år efter, i 1986 udgav de deres første vinyl single "I'll Be Waiting/Blackball". Vinylen blev udgivet på deres eget pladeselskab, Black Label. Der blev trykt 1.000 eksemplarer, hvilket de var to år, om at få solgt.
I 1989 fik bandet en pladekontrakt hos Nemesis Records, hvor de udgav deres første album, The Offspring, som solgte 3.000 eksemplarer. Tre år senere, i 1992 lykkedes det bandet, at få stor succes med deres andet album, Ignition, med 1 million solgte eksemplarer på verdensplan.

### Karriere
Deres store gennembrud kom i 1994, da de udgav deres tredje album, Smash, med 11 millioner solgte eksemplarer på verdensplan, samt singler som "Selft Esteem", "Come Out And Play" og "Gotta Get Away". De havde desuden året tidligere, fået en pladekontrakt med Columbia Records.
Tre år efter succesen Smash, udgav de deres fjerde album Ixnay On The Hombre, som solgte tre millioner eksemplarer. The Offsprings helt store mainstream-gennembrud kom i 1998, da de udgav deres femte album Americana. Albummet blev udgivet den 17. november 1998, og solgte 175.000 eksemplarer i den første uge. Med over 12 millioner solgte eksemplarer på verdensplan, samt hitsinglerne "Pretty Fly", "The Kids Aren't Alright", "Why Don't You Get A Job?" og "She's Got Issues", er det blandt bandets største succeser.
I 2000 udgav Offspring deres sjette album Conspiracy Of One. Albummet hittede, men nåede ikke samme succes som Americana. Hits som "Original Prankster" og "Want You Bad" blev populære og albummet solgte 2,3 millioner.
I 2003 udkom albummet Splinter, hvilket ikke blev så stor en succes som de tidligere udgivelser. Albummet fik dårlige anmeldelser og solgte 1,8 millioner eksemplarer. To åre senere, udgav de deres opsamlingsalbum Greatest Hits, og en dertilhørende DVD med alle deres musikvideoer.
Den 17. juni 2008 udgav de deres ottende album Rise and Fall, Rage and Grace, hvor hitsinglerne som "You're Gonna Go Far Kid" og "Hammerhead" kan nævnes. Produceren bag albummet er Bob Rock, og i dag har albummet solgt over 9 millioner.

### Bandet
The Offspring bestod op igennem 1990'erne og 2000 af forsangeren Dexter Holland, guitaristen "Noodles", bassisten Grek K og trommeslageren Ron Welty. I 2003 valgte Ron Welty at forlade bandet. Atom Willard blev bandets nye trommeslager, men han valgte i 2007 at forlade bandet, for at fokusere på sit eget band, Angels and Airwaves. Pete Parade, kendt fra hans tidligere bands Face To Face og Saves The Day blev bandets nye medlem.

## Koncerter på dansk grund
Bandet har spillet koncerter på dansk grund 6 gange. :
| År   | Måned     | Spillested                 |
| ---- | --------- | -------------------------- |
| 1994 | september | Ungdomshuset på Jagtvej 69 |
| 1995 | april     | Den Grå Hal                |
| 1995 | juni      | Roskilde Festival          |
| 1997 | marts     | Vega                       |
| 1999 | august    | Valby Hallen               |
| 2012 | maj       | Skive Festival             |

## Bandmedlemmer
Nuværende medlemmer
- Dexter Holland – forsanger, rytmeguitar, klaver (1984–nu)
- Noodles - ledende guitarist, støttevokalist (1985–nu)
- Greg K. - bassist, støttevokalist (1984–nu)
- Pete Parada - trommeslager, percussion (2007–nu)

Studiemusikere
- Josh Freese - trommer på Splinter, Rise and Fall, Rage and Grace og Days Go By

Tidligere medlemmer
- Doug Thompson - forsanger (1984)
- James Lilja - trommer, percussion, støttevokalist (1984–1985, 1986–1987)
- Jim Benton - trommer, percussion (1985–1986)
- Ron Welty - trommeslager (1987-2003)
- Adam "Atom" Willard - trommeslager (2003-2007)

Tur musikere
- Ronnie King - keyboard, percussion, elektroniske musikinstrumenter (2003-2004, 2012-nu)
- Chris "X-13" Higgins - percussion, støttevokalist, keyboard, guitar (1993-2005)
- Warren Fitzgerald - rytmeguitar, støttevokalist (2008)
- Andrew Freeman - rytmeguitar, støttevokalist (2008)
- Scott Shiflett - bassist, støttevokalist (2008)
- Todd Morse – rytmeguitar, støttevokalist (2009-nu)

Tidslinje

## Diskografi
| År   | Titel                         | Salg | Hitlisteplacering | Pladeselskab                    |
| ---- | ----------------------------- | ---- | ----------------- | ------------------------------- |
| 1989 | The Offspring                 | -    | -                 | Nemesis                         |
| 1992 | Ignition                      | -    | -                 | Epitaph                         |
| 1994 | Smash                         | -    | -                 | Epitaph                         |
| 1997 | Ixnay on the Hombre           | -    | -                 | Europa: Epitaph, U.S.: Columbia |
| 1998 | Americana                     | -    | DK #2             | Columbia                        |
| 2000 | Conspiracy of One             | -    | -                 | Columbia                        |
| 2003 | Splinter                      | -    | -                 | Columbia                        |
| 2008 | Rise and Fall, Rage and Grace | -    | -                 | Columbia                        |
| 2012 | Days Go By                    | -    | -                 | Columbia                        |
| 2021 | Let the Bad Times Roll        | -    | -                 |                                 |